# جيمي ستيوارت (ملحن)
جيمي ستيوارت (بالإنجليزية: Jimmy Stewart)‏ هو عازف جاز وملحن ومنتج أسطوانات أمريكي، ولد في 8 أكتوبر 1937 في سان فرانسيسكو في الولايات المتحدة.

## وصلات خارجية
- جيمي ستيوارت على موقع ميوزك برينز (الإنجليزية)
- جيمي ستيوارت على موقع أول ميوزيك (الإنجليزية)